# Сен-Фирмен (Верхние Альпы)
Сен-Фирме́н (фр. Saint-Firmin, окс. Sant Fermin) — коммуна во Франции, находится в регионе Прованс — Альпы — Лазурный Берег. Департамент коммуны — Верхние Альпы. Административный центр кантона Сен-Фирмен. Округ коммуны — Гап.
Код INSEE коммуны — 05142.

## Население
Население коммуны на 2008 год составляло 464 человека.
| 1962 | 1968 | 1975 | 1982 | 1990 | 1999 | 2008 |
| ---- | ---- | ---- | ---- | ---- | ---- | ---- |
| 476  | 515  | 535  | 465  | 408  | 438  | 464  |

## Экономика
Основу экономики составляют туризм и сельское хозяйство. Есть также прядильная фабрика, основанная в 1830 году.
В 2007 году среди 251 человек в трудоспособном возрасте (15—64 лет) 181 были экономически активными, 70 — неактивными (показатель активности — 72,1 %, в 1999 году было 70,6 %). Из 181 активных работали 163 человека (88 мужчин и 75 женщин), безработных было 18 (12 мужчин и 6 женщин). Среди 70 неактивных 13 человек были учениками или студентами, 30 — пенсионерами, 27 были неактивными по другим причинам.

## Достопримечательности
- Руины средневекового замка

## Фотогалерея

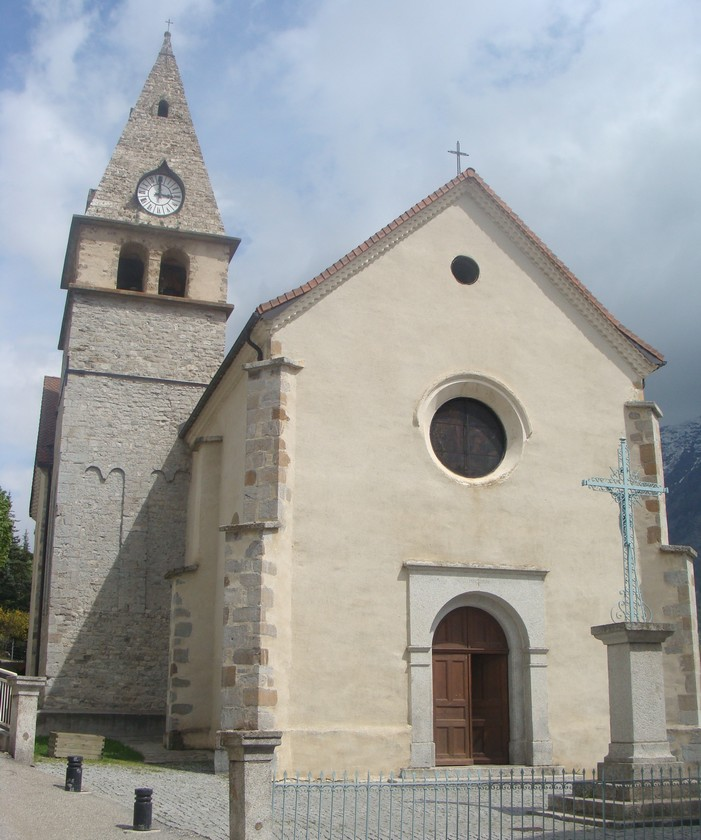
Церковь
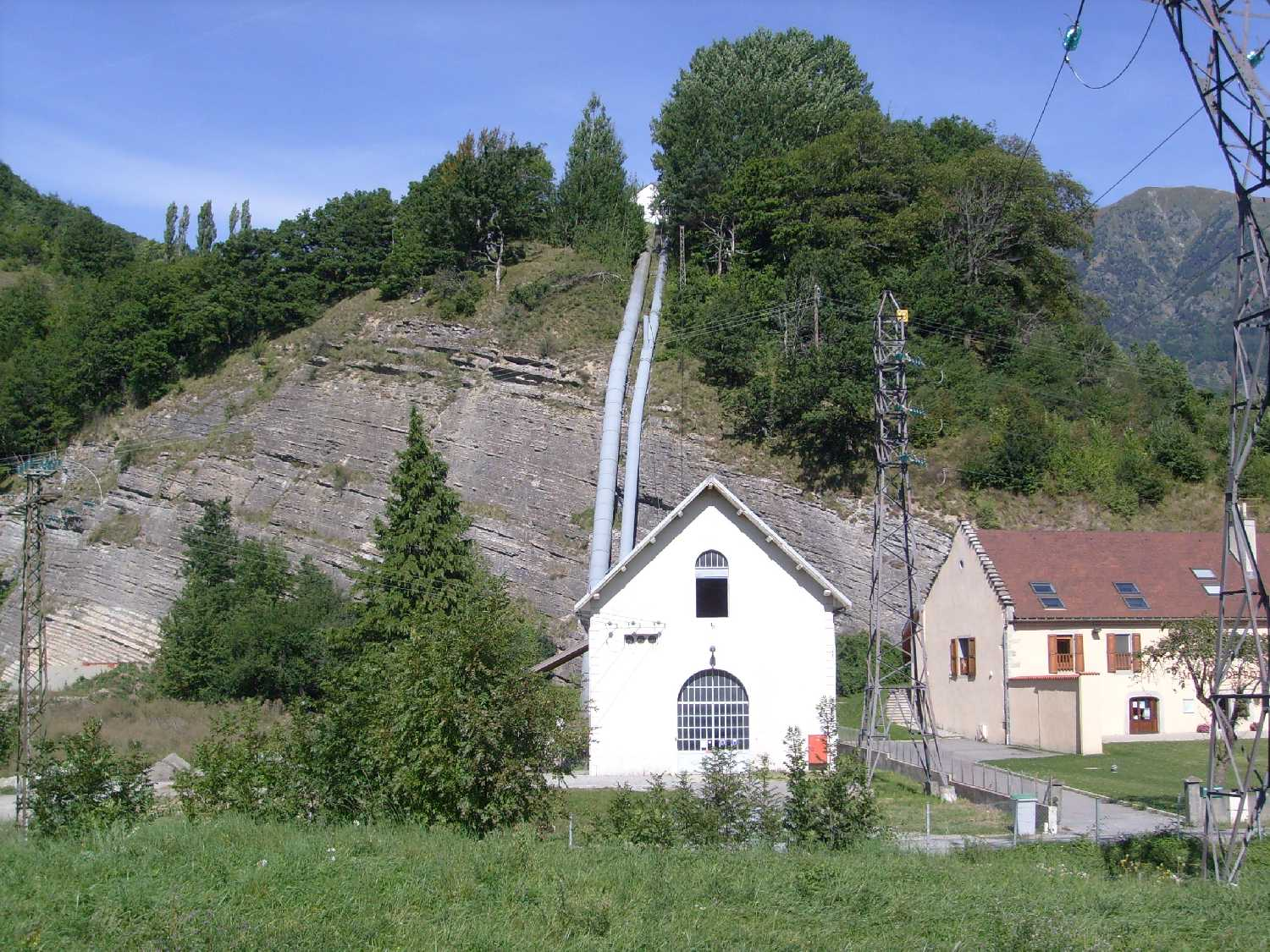
ГЭС
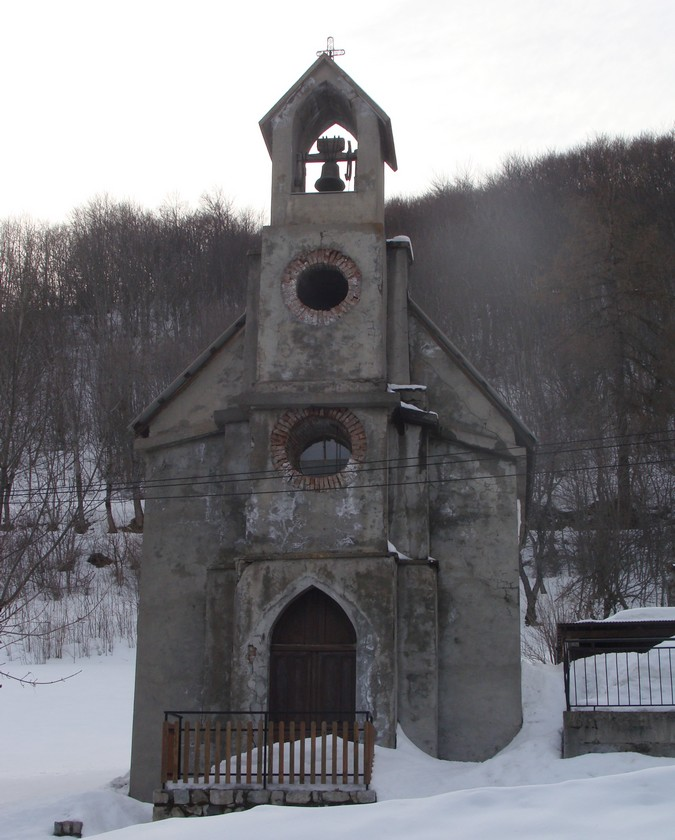
Часовня
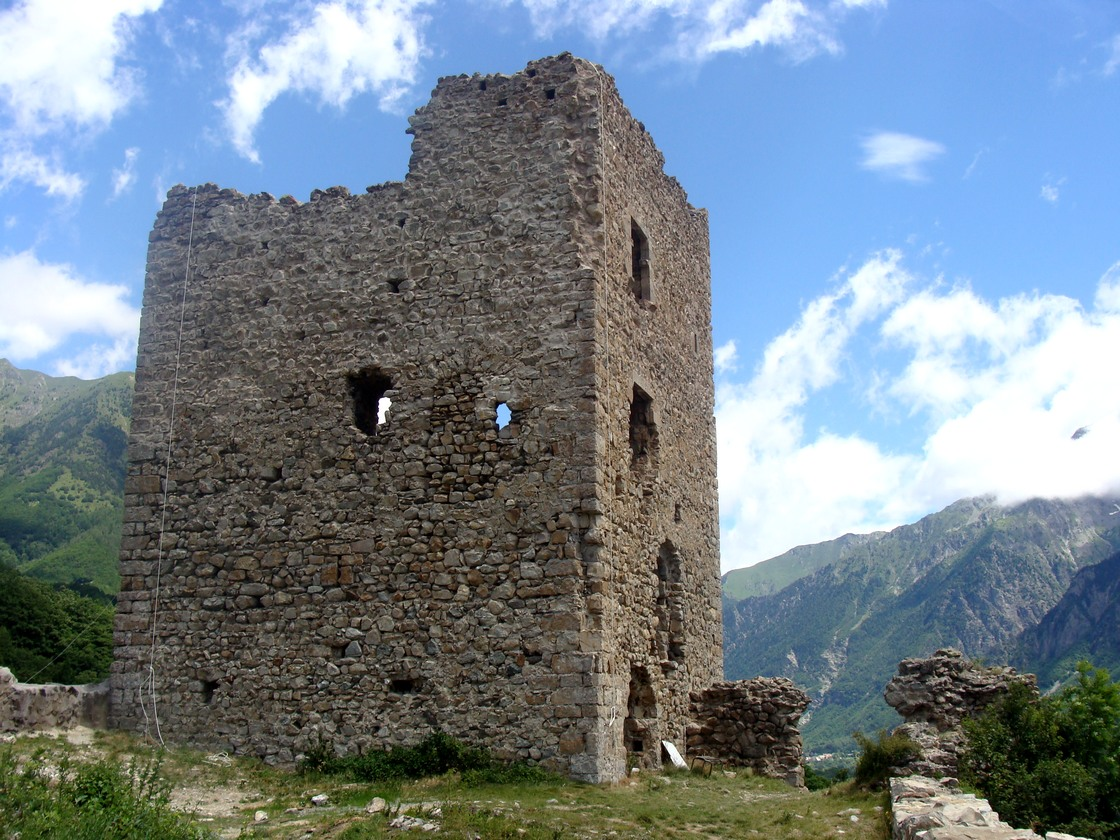
Руины замка